# Quin Kirchner
Quinlan „Quin“ Kirchner (* 14. Dezember 1981) ist ein US-amerikanischer Jazz- und Improvisationsmusiker (Schlagzeug, Perkussion).

## Leben und Wirken
Kirchner erhielt ab zehn Jahren Unterricht im Academy of Movement and Music and Merit Music Program of Chicago. Mit einem Stipendium des Basin Street Scholarship studierte er mit 18 Jahren an der University of New Orleans bei Ricky Sebastian, Jason Marsalis, Troy Davis und Johnny Vidacovich. Er erwarb den Bachelor in Jazz Studies und arbeitete in New Orleans u. a. mit Jeff Albert, Irene Sage und Ed Petersen. Nach dem Hurrikan Katrina 2005 zog Kirchner nach New York City, wo er sein Masterstudium an der Manhattan School of Music bei John Riley absolvierte, bevor er wieder nach Chicago zurückkehrte. Dort arbeitet er seitdem u. a. mit Jeb Bishop, Daniele D’Agaro, AJ Kluth, Paul Bedal, Nate Lepine (Quartet: Vortices), Greg Ward, Dave Rempis, Matthew Golombisky sowie mit den Formationen blink., From Beyond (u. a. mit Katherine Young, Tim Haldeman), Zing!, Lucky 7s und Elliot Bergmans NOMO. In Deutschland trat Kirchner mit Georg Gräwe und Tobias Delius im Rahmen der RUHR.2010 – Kulturhauptstadt Europas auf. Im Bereich des Jazz war er zwischen 2006 und 2012 an fünf Aufnahmesessions beteiligt.

## Diskographische Hinweise
- Lucky 7s: Farragut (2006), mit Josh Berman, Jeff Albert, Jeb Bishop, Keefe Jackson, Jason Adasiewicz, Matthew Golombisky
- Lucky 7s: Pluto Junkyard (Clean Feed Records, 2007)
- AJ Kluth’s Aldric:  Anvils and Broken Bells (2011)
- Grubenklang.Reloaded (Random Acoustics,  2011)
- Greg Ward’s Fitted Shards: South Side Story (2012)
- The Other Side of Time (2017), mit Nick Broste, Nate Lepine, Jason Stein, Matt Ulery, Ben Boye
- KLV: Volume 1 (2019), mit Daniel Van Duerm, Matthew Lux
- The Shadows and the Light (2020)
- Live at Pro Musica (2021), mit Greg Ward, Paul Bedal, Matt Ulery